# Roller aux Jeux mondiaux de 2013
« Roller aux Jeux mondiaux de 2013 » redirige ici. Ne pas confondre avec Roller artistique aux Jeux mondiaux de 2013.
Navigation
Cali 2009 Wrocław 2017
Les épreuves de roller des Jeux mondiaux de 2013 ont lieu du 25 juillet au 4 août 2013 à Cali.

## Organisation
Trois disciplines sont inscrites au programme de ces mondiaux:
- le roller artistique du 25 au 27 juillet 2013
- le roller de vitesse, sur piste et sur route du 30 juillet au 4 août 2013
- un tournoi masculin de Roller in line hockey du 25 juillet au 30 juillet 2013

## Podiums

### Roller de vitesse

#### Femmes
| Épreuves                       | Or                   | Argent            | Bronze             |
| Piste                          | Piste                | Piste             | Piste              |
| ------------------------------ | -------------------- | ----------------- | ------------------ |
| 300 m Contre la montre         | Erika Zanetti        | Paola Segura      | Yi Seul An         |
| 500 m Sprint                   | Yersi Puello (es)    | Paola Segura      | Huang Yu-ting (en) |
| 1 000 m Sprint                 | Huang Yu-ting (en)   | Mareike Thum (de) | Li Meng-Chu        |
| 10 000 m Élimination et points | Guo Dan (en)         | Rommy Muñoz (no)  | Yang Ho-Chen       |
| 15 000 m Élimination           | Annette Heywood      | Guo Dan (en)      | Rommy Muñoz (no)   |
| Route                          |                      |                   |                    |
| 200 m Contre la montre         | María José Moya (es) | Yersi Puello (es) | Erika Zanetti      |
| 500 m Sprint                   | Erika Zanetti        | Pamela Verdugo    | Jana Gegner (de)   |
| 10 000 m Course à point        | Yang Ho-Chen         | Rommy Muñoz (no)  | Huang Yu-ting (en) |
| 20 000 m Élimination           | Guo Dan (en)         | Yang Ho-Chen      | Rommy Muñoz (no)   |

#### Hommes
| Épreuves                       | Or                 | Argent                    | Bronze                              |
| Piste                          | Piste              | Piste                     | Piste                               |
| ------------------------------ | ------------------ | ------------------------- | ----------------------------------- |
| 300 m Contre la montre         | Pedro Causil       | Andrés Muñoz              | Su Chul Jang                        |
| 500 m Sprint                   | Andrea Angeletti   | Lo Wei-Lin                | Su Chul Jang                        |
| 1 000 m Sprint                 | Andrés Muñoz       | Bart Swings               | Pedro Causil                        |
| 10 000 m Élimination et points | Bart Swings        | Chen Yan-Cheng            | Felix Rijhnen (en)                  |
| 15 000 m Élimination           | Peter Michael (en) | Jorge Luis Cifuentes (es) | Chen Yan-Cheng                      |
| Route                          |                    |                           |                                     |
| 200 m Contre la montre         | Emmanuelle Silva   | Andrés Muñoz              | Jorge Luis Martinez                 |
| 500 m Sprint                   | Pedro Causil       | Andrés Muñoz              | Andrea Angeletti                    |
| 10 000 m Course à point        | Liao Yen-Sheng     | Jorge Luis Cifuentes (es) | Bart Swings                         |
| 20 000 m Élimination           | Bart Swings        | Peter Michael (en)        | Jorge David Bolaños Villacorte (es) |

### Roller in line hockey
| Épreuves      | Or | Argent | Bronze |
| Roller Hockey | Roller Hockey | Roller Hockey | Roller Hockey |
| ------------- | --- | --- | --- |
| Tournoi       | États-Unis- Jose Cadiz - Stephen Campbell - Itan Chavira (en) - Juaquin Chavira - James Cooke - Travis Fudge - Skylar Hoar - Taylor Kane - Joshua Laricchia - Nicholas Maricic - Brett Olinger - Ian Rezac - Dustin Roux - Michael Urbano | Italie- Andrea Alberti (it) - Stefano Antinori - Matteo Bellini - Michele Ciresa (it) - Davide Di Fabio - Enrico Dorigatti (it) - Matthias Eisenstecken - Patrik Frizzera - Ingemar Gruber (it) - Claudio Mantese - Luca Rigoni (it) - Luca Roffo - Denis Somadossi - Fabio Testa (it) | Tchéquie- David Balázs (de) - Jan Besser - Michal Bezouska - Daniel Brabec - Lukas Cik - Ondrej Fiedler - Ondrej Jirkuv - Petr Kafka (en) - Patrik Šebek - David Sem - Michal Simo - Pavel Strýček - Martin Tvrznik - Ladislav Vleck |

## Tableau des médailles (hors roller artistique)
- Pays organisateur

| Rang  | Nation           | Or | Argent | Bronze | Total |
| ----- | ---------------- | -- | ------ | ------ | ----- |
| 1     | Colombie         | 4  | 10     | 3      | 17    |
| 2     | Taipei chinois   | 3  | 3      | 3      | 9     |
| 3     | Italie           | 3  | 0      | 2      | 5     |
| 4     | Belgique         | 2  | 1      | 1      | 4     |
| 4     | Chine            | 2  | 1      | 1      | 4     |
| 6     | Chili            | 2  | 1      | 0      | 3     |
| 7     | Nouvelle-Zélande | 1  | 1      | 0      | 2     |
| 8     | États-Unis       | 1  | 0      | 0      | 1     |
| 9     | Allemagne        | 0  | 1      | 3      | 4     |
| 10    | Corée du Sud     | 0  | 0      | 3      | 3     |
| 11    | Mexique          | 0  | 0      | 1      | 1     |
| 11    | Équateur         | 0  | 0      | 1      | 1     |
| Total | Total            | 18 | 18     | 18     | 54    |